# Ізотов Іван Пилипович
Іван Пилипович Ізотов (? — ?) — український радянський діяч, врубмашиніст шахти № 3/12 імені Дзержинського тресту «Краснодонвугілля» Ворошиловградської (Луганської) області. Депутат Верховної Ради СРСР 2-го скликання.

## Життєпис
На 1945—1946 роки — машиніст врубової машини шахти № 3/12 імені Дзержинського тресту «Краснодонвугілля» Ворошиловградської (Луганської) області. У 1945 році довів продуктивність врубової машини до 9 тисяч тонн вугілля в місяць.
Член ВКП(б).
Потім — на пенсії.

## Нагороди
- орден Леніна (23.01.1948)
- медалі